# Municipio de Jordan (condado de Jasper)
El municipio de Jordan (en inglés: Jordan Township) es un municipio ubicado en el condado de Jasper en el estado estadounidense de Indiana. En el año 2010 tenía una población de 355 habitantes y una densidad poblacional de 3,66 personas por km².

## Geografía
El municipio de Jordan se encuentra ubicado en las coordenadas 40°51′26″N 87°11′57″O / 40.85722, -87.19917. Según la Oficina del Censo de los Estados Unidos, el municipio tiene una superficie total de 97.11 km², de la cual 96,98 km² corresponden a tierra firme y (0,14 %) 0,14 km² es agua.

## Demografía
Según el censo de 2010, había 355 personas residiendo en el municipio de Jordan. La densidad de población era de 3,66 hab./km². De los 355 habitantes, el municipio de Jordan estaba compuesto por el 99,44 % blancos, el 0,28 % eran de otras razas y el 0,28 % eran de una mezcla de razas. Del total de la población el 0,85 % eran hispanos o latinos de cualquier raza.